# Salesforce
Salesforce, Inc. es una empresa estadounidense de software basado en la nube con sede en San Francisco, California. Proporciona software y aplicaciones de gestión de relaciones con el cliente (CRM) enfocados en ventas, servicio al cliente, automatización de marketing, análisis y desarrollo de aplicaciones.
Fundada por el exejecutivo de Oracle Marc Benioff, Salesforce creció rápidamente hasta convertirse en una de las empresas más grandes del mundo y realizó su oferta pública inicial en 2004. El crecimiento continuo de Salesforce la convierte en la primera empresa de computación en la nube en alcanzar $1000 millones de dólares en ingresos anuales para el año fiscal 2009, y la empresa de software empresarial más grande del mundo para 2022.
En la actualidad, Salesforce es una de las empresas de tecnología más grandes del mundo y, al 19 de septiembre de 2022, es la 61.ª empresa más grande del mundo por capitalización de mercado con un valor de casi 153,000 millones de dólares estadounidenses. Salesforce ocupó el puesto 136 en la edición más reciente de Fortune 500, ganando 26,500 millones de dólares en 2022. Desde 2020, Salesforce también ha sido un componente del Promedio Industrial Dow Jones.

## Historia
Salesforce fue fundada en 1999 por el exejecutivo de Oracle, Marc Benioff, junto con Parker Harris, Dave Moellenhoff y Frank Domínguez como una empresa de software como servicio (SaaS). Dos de los primeros inversores de Salesforce fueron Larry Ellison, cofundador y primer director ejecutivo de Oracle, y Halsey Minor, fundadora de CNET.
Salesforce se vio gravemente afectada por el estallido de la burbuja de las puntocom a principios del nuevo milenio, y la empresa despidió al 20% de su fuerza laboral. A pesar de sus pérdidas, Salesforce siguió siendo fuerte a principios de la década de 2000. Salesforce también ganó notoriedad durante este período por su eslogan "el fin del software", en el que también contrató a actores para sostener carteles con su eslogan fuera de una conferencia de Siebel Systems. Los ingresos de Salesforce continuaron aumentando de 2000 a 2003, y los ingresos de 2003 se dispararon de 5.4 millones en el año fiscal 2001 a más de 100 millones de dólares en diciembre de 2003.
También en 2003, Salesforce celebró su primera conferencia anual Dreamforce en San Francisco. En junio de 2004, la empresa realizó su oferta pública inicial en la Bolsa de Valores de Nueva York con el símbolo de acciones CRM y recaudó 110 millones de dólares estadounidenses. En 2006, Salesforce lanzó IdeaExchange, una plataforma que permite a los clientes conectarse con los gerentes de productos de la empresa.
En 2009, Salesforce superó los mil millones de dólares en ingresos anuales. Además, en 2009, la empresa lanzó Service Cloud, una aplicación que ayuda a las empresas a gestionar conversaciones de servicio sobre sus productos y servicios.
En 2014, la empresa lanzó Trailhead, una plataforma de aprendizaje en línea gratuita. En octubre de 2014, Salesforce anunció el desarrollo de su Plataforma de Éxito del Cliente. En septiembre de 2016, Salesforce anunció el lanzamiento de Einstein, una plataforma de inteligencia artificial compatible con varios de los servicios en la nube de Salesforce.
En 2019, Salesforce se unió al promedio industrial Dow Jones, reemplazando al gigante energético y descendiente de Standard Oil, ExxonMobil. La ascensión de Salesforce al Dow Jones coincidió con la de Amgen y Honeywell. Debido a que el Dow Jones tiene en cuenta sus componentes por precio de mercado, Salesforce era el componente tecnológico más grande del índice en su adhesión.
Durante 2020 y 2021, Salesforce vio algunos cambios de liderazgo notables; en febrero de 2020, el codirector ejecutivo Keith Block renunció a su cargo en la empresa. Marc Benioff permaneció como presidente y director ejecutivo. En febrero de 2021, Amy Weaver, anteriormente directora legal, se convirtió en directora financiera. El ex director financiero Mark Hawkins anunció que se jubilaría en octubre. En noviembre de 2021, Bret Taylor fue nombrado vicepresidente y codirector ejecutivo de la empresa.
El 1 de diciembre de 2020, se anunció que Salesforce adquiriría Slack por 27 700 millones de dólares, su mayor adquisición hasta la fecha. La adquisición se cerró el 21 de julio de 2021. Los periodistas que cubrieron la adquisición enfatizaron el precio que pagó Salesforce por Slack, que es una prima del 54% en comparación con el valor de mercado de Slack, como una prima demasiado alta para la empresa, con opiniones que varían desde que la prima es demasiado preocupante para los inversores hasta que Salesforce juega a largo plazo. juego.
El 24 de agosto de 2022, Salesforce informó ganancias del segundo trimestre de 7 720 millones de dólares. Luego de que la empresa de software alemana SAP informara sus ganancias para el mismo trimestre por un total de 7 520 millones de euros, Acceleration Economy informó que Salesforce había superado a SAP para convertirse en el proveedor de software empresarial más grande del mundo. Esto reflejó los comentarios de Benioff en la llamada de ganancias de Salesforce, donde afirmó que veía "este trimestre como una especie de hito".
Salesforce anunció una asociación con Meta Platforms en septiembre de 2022. El acuerdo establecía que la aplicación para consumidores de Meta, WhatsApp, integraría la plataforma Customer 360 de Salesforce para permitir que los consumidores se comuniquen directamente con las empresas.
En noviembre de 2022, Salesforce anunció que despediría a los empleados de su organización de ventas. Protocol informó que la empresa probablemente eliminaría unos 2500 puestos de trabajo.
El 30 de noviembre de 2022, Salesforce anunció que su codirector ejecutivo y vicepresidente, Bret Taylor, dejaría sus funciones a fines de enero de 2023, y Benioff continuaría dirigiendo la empresa y sirviendo como presidente de la junta. En el transcurso de la semana, el exdirector ejecutivo de Tableau, Mark Nelson, y el exdirector ejecutivo de Slack, Stewart Butterfield, también anunciaron su partida. Cuando se le preguntó sobre las salidas, Benioff se mantuvo desafiante y afirmó: "la gente viene y la gente se va"; Las acciones de Salesforce cayeron a un mínimo de 52 semanas después de la renuncia de Nelson.
El 4 de enero de 2023, la empresa anunció un despido del diez por ciento o aproximadamente 8,000 puestos. Según Benioff, la empresa contrató de manera demasiado agresiva durante la pandemia de COVID-19 y el aumento del trabajo desde casa. La empresa también reducirá el espacio de oficinas como parte del plan de reestructuración.

## Servicios
Los productos de Salesforce incluyen varias tecnologías de gestión de relaciones con el cliente(CRM), que incluyen: Sales Cloud, Service Cloud, Marketing Cloud, y Commerce Cloud and Platform. Las tecnologías adicionales incluyen Slack, MuleSoft, Tableau Analytics y Trailhead.

### Servicios principales
Las principales tecnologías de Salesforce son herramientas para la gestión de clientes. Otros productos permiten a los clientes crear aplicaciones, integrar datos de otros sistemas, visualizar datos y ofrecer cursos de capacitación.

### Salesforce Platform
Salesforce Platform (anteriormente conocida como Force.com) es una plataforma como servicio (PaaS) que permite a los desarrolladores crear aplicaciones complementarias que se integran en la aplicación principal de Salesforce.com. Estos terceros Las aplicaciones de terceros están alojadas en la infraestructura de Salesforce.com.
Las aplicaciones de Force.com se construyen utilizando herramientas declarativas, respaldadas por Lightning y Apex, un lenguaje de programación similar a Java patentado para Force.com, así como Visualforce, un marco que incluye un XML sintaxis típicamente utilizada para generar HTML. La plataforma Force.com normalmente recibe tres lanzamientos completos al año. Dado que la plataforma se proporciona como un servicio a sus desarrolladores, cada instancia de desarrollo también recibe todas estas actualizaciones.
En 2015, se introdujo en versión beta un nuevo marco para crear interfaces de usuario (Componentes Lightning). Los componentes Lightning se construyen utilizando Aura Framework de código abierto pero con soporte para Apex como lenguaje del lado del servidor en lugar de la dependencia de JavaScript de Aura. Esto se ha descrito como una alternativa, no necesariamente un reemplazo de las páginas de Visualforce.
A partir de 2014, la plataforma Force.com tiene 1,5 millones de desarrolladores registrados.
Lightning Base Components es la biblioteca de componentes creada sobre Lightning Web Components.

### AppExchange
Lanzado en 2005, Salesforce AppExchange es un mercado de aplicaciones en línea que conecta a los clientes con aplicaciones de terceros y servicios de consultoría. A partir de 2021, el intercambio tiene más de 5000 aplicaciones en la lista.

### Trailhead
Trailhead, lanzada en 2014, es una plataforma de aprendizaje en línea gratuita con cursos centrados en las tecnologías de Salesforce.

### Salesforce+
En agosto de 2021, durante la pandemia de COVID-19, Salesforce lanzó un servicio de transmisión llamado Salesforce+. El servicio presenta contenido original producido por la empresa que involucra a sus clientes, desde "días en la vida" de propietarios de pequeñas empresas hasta entrevistas con directores ejecutivos de grandes empresas. Desde 2022, Salesforce también transmite su conferencia anual Dreamforce en Salesforce+.

### Descontinuado

#### Desk.com
Desk.com es un producto de soporte al cliente y de mesa de ayuda SaaS que fue adquirido por Salesforce por $50 millones en 2011. El producto se centró en conectar a las pequeñas empresas con sus clientes.
En marzo de 2018, Salesforce anunció que Desk.com se consolidaría con otros servicios en Service Cloud Essentials.

#### Do.com
Do.com era un sistema de gestión de tareas basado en la nube para pequeños grupos y empresas, introducido en 2011 y descontinuado en 2014.

## Operaciones
Salesforce tiene su sede en San Francisco en Salesforce Tower. Salesforce tiene oficinas internacionales en Hong Kong, Israel y Sídney.
Standard & Poor's agregó Salesforce al índice S&P 500 en septiembre de 2008.

### Cultura
Según Marc Benioff, la cultura corporativa de Salesforce se basa en el concepto de Ohana.
En 2021, Cynthia Perry, directora senior de investigación de diseño, renunció por discriminación en el lugar de trabajo y publicó su carta de renuncia en LinkedIn.
El 10 de septiembre de 2021, Benioff tuiteó que la compañía está preparada para ayudar a cualquier empleado que desee mudarse fuera del estado de Texas, luego de la legislación sobre aborto en Texas anunciada el 1 de septiembre de 2021.

### Finanzas
Para el año fiscal 2019, Salesforce reportó ingresos de US$13,280 millones, un aumento del 26% año tras año y del 26% en moneda constante. El gigante de CRM reportó ingresos por suscripción y soporte de US$12.41 mil millones, un aumento del 27% año tras año. Salesforce ocupó el puesto 240 en la lista Fortune 500 de 2019 de las empresas más grandes de los Estados Unidos por ingresos.
| Año  | Ingresos en millones USD | Ingreso neto en millones USD | Activos totales en millones USD | Precio por acción en USD | Empleados |
| ---- | ------------------------ | ---------------------------- | ------------------------------- | ------------------------ | --------- |
| 2005 | 176                      | 7                            | 280                             | 5.19                     | 767       |
| 2006 | 310                      | 28                           | 435                             | 8.62                     | 1,304     |
| 2007 | 497                      | 0                            | 665                             | 11.69                    | 2,070     |
| 2008 | 749                      | 18                           | 1,090                           | 13.43                    | 2,606     |
| 2009 | 1,077                    | 43                           | 1,480                           | 11.37                    | 3,566     |
| 2010 | 1,306                    | 81                           | 2,460                           | 24.21                    | 3,969     |
| 2011 | 1,657                    | 64                           | 3,091                           | 32.93                    | 5,306     |
| 2012 | 2,267                    | −12                          | 4,164                           | 35.73                    | 7,785     |
| 2013 | 3,050                    | −270                         | 5,529                           | 45.94                    | 9,800     |
| 2014 | 4,071                    | −232                         | 9,153                           | 57.26                    | 13,300    |
| 2015 | 5,374                    | −263                         | 10,665                          | 70.66                    | 16,000    |
| 2016 | 6,667                    | −47                          | 12,763                          | 74.55                    | 19,000    |
| 2017 | 8,392                    | 180                          | 17,585                          | 90.26                    | 25,000    |
| 2018 | 10,480                   | 127                          | 21,010                          | 132.21                   | 29,000    |
| 2019 | 13,282                   | 1,110                        | 30,737                          | 162.64                   | 35,000    |
| 2020 | 17,098                   | 126                          | 55,126                          | 222.53                   | 49,000    |
| 2021 | 21,252                   | 4,072                        | 66,301                          | 254.13                   | 56,606    |
| 2022 | 26,492                   | 1,444                        | 95,209                          | 132.59                   | 73,541    |

### Infraestructura TI
Salesforce migró a servidores Dell con procesadores Advanced Micro Devices que ejecutan Linux desde servidores Sun Fire E25K con procesadores SPARC que ejecutan Solaris en 2008.
En 2012, Salesforce anunció planes para construir un centro de datos en el Reino Unido para manejar los datos personales de los ciudadanos europeos. El centro abrió en 2014.
En 2013, Salesforce y Oracle anunciaron una asociación de nueve años centrada en aplicaciones, plataformas e infraestructura.
En 2016, Salesforce anunció que utilizará el alojamiento de Amazon Web Services para países con requisitos de residencia de datos restrictivos y donde no operan centros de datos de Salesforce.

## Adquisiciones
Salesforce ha adquirido muchas empresas a lo largo de su historia.

### 2006–2015
En 2006, Salesforce adquirió Sendia, una empresa de servicios web móviles, por 15 millones de dólares y Kieden, una empresa de publicidad en línea. En 2007, se adquirió Koral, un servicio de gestión de contenidos. En 2008, Salesforce adquirió Instranet por 31,5 millones de dólares. En 2010, Salesforce adquirió varias empresas, incluida Jigsaw, un proveedor de servicios de datos basados en la nube, por 142 millones de dólares, Heroku, una plataforma de aplicaciones de Ruby como servicio, por 212 millones de dólares, y Activa Live Chat, un proveedor de software de chat en vivo. En 2011, Salesforce adquirió Dimdim, una plataforma de conferencias web, por 31 millones de dólares, Radian6, una empresa de seguimiento de redes sociales, por 340 millones de dólares, y Rypple, una empresa de software de gestión del rendimiento. Rypple se hizo conocido como Work.com en 2012. En 2012, Salesforce adquirió Buddy Media, un comercializador de redes sociales, por $ 689 millones, y GoInstant, una empresa emergente de colaboración de navegador, por $ 70 millones.
En 2013, Salesforce adquirió ExactTarget, una empresa de marketing por correo electrónico, por 2500 millones de dólares. En 2014, Salesforce adquirió RelateIQ, una empresa de datos, por $390 millones. En 2015, Salesforce adquirió varias empresas por sumas no reveladas, incluida Toopher, una empresa de autenticación móvil, Tempo, una aplicación de calendario de IA, y MinHash, una plataforma de IA. La empresa también adquirió SteelBrick, una empresa de software, por 360 millones de dólares.

### 2016-actualidad
En 2016, Salesforce gastó más de $5 mil millones en adquisiciones. Las empresas adquiridas incluyeron Demandware, un proveedor de servicios de comercio electrónico basado en la nube, por 2800 millones de dólares y Quip, una aplicación de procesamiento de textos, por 750 millones de dólares. En 2017, la empresa adquirió Sequence, una agencia de diseño de experiencia de usuario, por un monto no revelado. En 2018, Salesforce adquirió varias empresas, incluida MuleSoft, una empresa de servicios en la nube, por 6500 millones de dólares, así como Rebel, un proveedor de servicios de correo electrónico, y Datorama, una plataforma de marketing de IA, por cantidades no reveladas.
De 2019 a 2021, Salesforce realizó dos de sus adquisiciones más importantes: Salesforce completó la adquisición de Tableau, una empresa de software de análisis y visualización de datos, por 15 700 millones de dólares en 2019, y Slack Technologies, los desarrolladores de su plataforma de mensajería de oficina homónima, por $27.7 mil millones en 2021. Salesforce también realizó adquisiciones más pequeñas a lo largo de 2019, 2020 y 2021, que incluyeron ClickSoftware por $1350 millones, la firma de consultoría Acumen Solutions por $570 millones, la firma de CRM Vlocity por $1330 millones, la startup de cumplimiento de privacidad Phennecs por $16,5 millones, y la firma de automatización de procesos robóticos Servicetrace por un monto no revelado.
La adquisición más reciente de Salesforce fue el fabricante de Slack-bot Troops.ai, anunciada en mayo de 2022 y con cierre previsto para 2023.

## Críticas

### Sujeta a un ataque de phishing
En noviembre de 2007, un ataque de phishing comprometió la información de contacto de varios clientes de Salesforce. Luego, algunos clientes recibieron correos electrónicos de phishing que parecían ser facturas de Salesforce. Salesforce ha declarado que "un phisher engañó a alguien para que revelara una contraseña, pero esta intrusión no se debió a una falla de seguridad en la aplicación o base de datos [salesforce.com]".

### Presentación de 'Meatpistol' en Def Con
En 2017 en DEF CON, dos ingenieros de seguridad fueron despedidos después de dar una presentación sobre un proyecto interno llamado MEATPISTOL. A los presentadores se les envió un mensaje 30 minutos antes de la presentación diciéndoles que no subieran al escenario, pero el mensaje no se vio hasta después de que terminaron. Se anticipó que la herramienta MEATPISTOL se lanzaría como código abierto en el momento de la presentación, pero Salesforce no entregó el código a los desarrolladores ni al público durante la conferencia. Los empleados despedidos pidieron a la empresa que abriera el código fuente del software después de ser despedidos.

### Denegación de donación
La organización sin fines de lucro Centro de Educación y Servicios Legales para Refugiados e Inmigrantes rechazó una donación de US$250.000 de Salesforce porque la empresa tiene contratos con la Oficina de Aduanas y Protección Fronteriza de los Estados Unidos.

### Impuestos 2018
En diciembre de 2019, el Instituto de Política Tributaria y Económica descubrió que Salesforce era una de las 91 empresas que "pagaron una tasa impositiva federal efectiva del 0 % o menos" en 2018, como resultado de la Ley de Empleos y Reducción de Impuestos de 2017. los hallazgos se publicaron en un informe basado en las 379 empresas de Fortune 500 que declararon ganancias en 2018.

### Demanda judicial
En marzo de 2019, Salesforce enfrentó una demanda de 50 mujeres anónimas que afirmaban ser víctimas y sobrevivientes de tráfico sexual, abuso y violación. La demanda alega que la empresa se benefició y ayudó a crear tecnología que facilitó el tráfico sexual en Backpage.com, un sitio web que ya no existe. En marzo de 2021, un juez otorgó el sobreseimiento parcial del caso, desestimando los cargos de negligencia y asociación ilícita, pero permitió que prosiguiera el caso por los cargos de tráfico sexual.

### Demanda por discriminación por discapacidad en Japón
En julio de 2021, Salesforce Japón enfrentó una demanda por discriminación de un ex empleado, según los medios legales japoneses, en un momento en que la empresa ha sido cuestionada públicamente por su compromiso con la igualdad. La firma se negó a comentar sobre la demanda a los medios. La exempleada, que tiene trastorno del espectro autista y TDAH, afirmó que fue discriminada debido a su discapacidad y que la despidieron del equipo de marketing web de la empresa en Japón. La demanda alegaba que la mujer anónima, como empleada en Salesforce Japón de 2018 a 2020, enfrentó discursos de odio, microagresiones y rechazo a ajustes razonables por parte del gerente. Ella alegó que sus intentos de resolver el problema se encontraron con la presión de Recursos Humanos y el asesor laboral. La demanda comenzó el 15 de septiembre en el tribunal de distrito de Tokio. El octavo juicio se abrirá el 14 de noviembre de 2022.

## Salesforce Ventures
En 2009, Salesforce comenzó a invertir en nuevas empresas. Estas inversiones se convirtieron en Salesforce Ventures, encabezada por John Somorjai En septiembre de 2014, SFV creó Salesforce1 Fund, destinado a empresas emergentes que crean aplicaciones principalmente para teléfonos móviles. En diciembre de 2018, Salesforce Ventures anunció el lanzamiento del Japan Trailblazer Fund, enfocado en nuevas empresas japonesas.
En agosto de 2018, Salesforce Ventures informó inversiones por un total de más de mil millones de dólares en 275 empresas, incluidas CloudCraze (comercio electrónico), Figure Eight (inteligencia artificial), Forter (prevención de fraude en línea) y FinancialForce ( software de automatización). En 2019, las cinco mayores inversiones de SVF: Domo (software de visualización de datos), SurveyMonkey (software de encuestas en línea), Twilio (comunicación en la nube), Dropbox (almacenamiento en la nube) y DocuSign (compañía de firma electrónica segura), representaron casi la mitad de su cartera. En 2021, Salesforce anunció que sus inversiones habían generado una ganancia anual de $2170 millones.